# Ninh Hải
Ninh Hải là một xã thuộc tỉnh Khánh Hòa, Việt Nam.

## Lịch sử
Ngày 16 tháng 6 năm 2025, Ủy ban Thường vụ Quốc hội ban hành Nghị quyết số 1667/NQ-UBTVQH15 về việc sắp xếp các đơn vị hành chính cấp xã của tỉnh Khánh Hòa năm 2025 (nghị quyết có hiệu lực từ ngày 16 tháng 6 năm 2025). Theo đó, hợp nhất các xã Phương Hải, Tri Hải và Bắc Sơn thành xã Ninh Hải.

## Địa lý
Xã Ninh Hải có ranh giới với các xã, phường:
- Phía Bắc giáp các xã Công Hải và Thuận Bắc
- Phía Đông giáp xã Vĩnh Hải
- Phía Tây giáp xã Xuân Hải và phường Ninh Chử

Xã có diện tích 100,13 km², dân số năm 2025 là 31.115 người, mật độ dân số đạt 311 người/km².